# IOS 10
iOS 10 — десятый основной выпуск мобильной операционной системы iOS, разработанный Apple Inc. и являющийся преемником iOS 9. Об этом было объявлено на Всемирной конференции разработчиков компании 13 июня 2016 года, а выпущено — 13 сентября того же года. На смену ему пришла iOS 11 19 сентября 2017 года.
iOS 10 включает изменения в 3D Touch и экран блокировки. В некоторых приложениях появились новые функции: в Сообщениях добавлены дополнительные эмодзи, а сторонние приложения могут расширять функциональность iMessage, Apple Maps имеют переработанный интерфейс и дополнительные сторонние функции, приложение «Дом» управляет аксессуарами с поддержкой «HomeKit», в Фото есть алгоритмический поиск. и категоризация мультимедиа, известная как «Воспоминания», а Siri совместима со сторонними специфическими запросами приложений, такими как запуск приложений для тренировок, отправка мгновенных сообщений, использование Lyft или Uber или использование платежных функций. iOS 10 — последняя версия, поддерживающая 32-разрядные устройства и приложения. В iOS 10.3 Apple представила свою новую файловую систему APFS.
Отзывы об iOS 10 были положительными. Рецензенты отметили значительные обновления iMessage, Siri, Photos, 3D Touch и экрана блокировки как долгожданные изменения. Поддержка сторонних расширений для iMessage означала, что он «становился платформой», хотя пользовательский интерфейс подвергался критике за сложность для понимания. Сторонняя интеграция в Siri прошла «отлично», хотя голосового помощника критиковали за то, что он не стал умнее, чем раньше. Рецензенты были впечатлены технологией распознавания изображений в фотографиях, хотя и отметили, что она всё ещё находится в стадии разработки с более высоким уровнем ошибок, чем у конкурентов. 3D Touch «наконец-то кажется полезным» и «работает почти во всех частях операционной системы». Экран блокировки стал «гораздо более настраиваемым, чем раньше», и рецензентам понравилось, что пузыри уведомлений можно было расширить, чтобы увидеть больше информации без необходимости разблокировать телефон.
Через месяц после выпуска iOS 10 была установлена на 54% устройств iOS, что является «немного более медленной миграцией», чем при выпуске iOS 9, что, как предполагается, было вызвано проблемой раннего выпуска, которая могла «помешать некоторым пользователям загрузить обновление. "Принятие iOS 10 пользователями неуклонно росло в последующие месяцы и в конечном итоге составило 89% активных устройств в сентябре 2017 года.

## История
18 сентября 2016 года стала доступна для скачивания версия GM (Golden Master) для iPhone, iPad и iPod Touch. Данную версию могут скачать пользователи, которые зарегистрированы в статусе «разработчик». 13 сентября 2016 года вышла финальная версия. 23 сентября вышла IOS 10.0.2, которая включала в себя небольшие исправления. В октябре вышла IOS 10.1, которая исправляла некоторые системные неполадки. В конце октября 2016 года стала доступна IOS 10.1.1, которая улучшала производительность и безопасность системы. В декабре 2016 года стала доступна IOS 10.2, в которой появилось новое приложение TV (только для США). В январе 2017 года вышла IOS 10.2.1, которая включала в себя небольшие исправления. 27 марта 2017 года вышла IOS 10.3, в которой появилась новая файловая система APFS, для Siri добавлена возможность прочитать последние сообщения в мессенджерах, был обновлен раздел учетных записей iCloud. 3 апреля 2017 года вышла IOS 10.3.1, в которой были исправлены ошибки системы безопасности.

### Изменения
Значительно расширены возможности приложения Messages, Siri. Переработан дизайн Maps, Photos, Apple Music, Apple News, Home. В iMessage добавлены анимации и встроенный магазин расширений, игр, «стикеров» и иных разноцветных картинок. Добавлена возможность пересылки небольших сумм денег через iMessage. Для Siri представлен интерфейс интеграции в сторонние приложения SiriKit. Удалён так называемый "Slide to unlock".

## Хронология версий iOS 10
- iOS 10 beta 1. Представлена на конференции WWDC’16 13 июня 2016 года.
- iOS 10 Golden Master — релиз 10 сентября 2016 года..
- iOS 10.0.1 — релизная версия, вышедшая 13 сентября 2016 года.
- iOS 10.0.2 — релизная версия, вышедшая 23 сентября 2016 года. Исправлены проблема EarPods с Lightning-коннектором при работе с iPhone 7 и 7 Plus. При прослушивании музыки наушники прекращали работать через некоторое время. Обновление решило проблему работы некоторых расширений и устранило ошибку, из-за которой в определённых случаях приложение Photos закрывалось после активации iCloud Photo Library.
- iOS 10.0.3 — релизная версия, вышедшая 17 октября 2016 года.
- iOS 10.1 — вышла 24 октября 2016 года и улучшала стабильность системы.
- iOS 10.1.1 — вышла 31 октября 2016 года и включала в себя небольшие исправления для iPhone 7 и iPhone 7 Plus
- iOS 10.2 — вышла 12 декабря 2016 года и включала в себя новое приложение TV (Только для США) и другие улучшения.
- iOS 10.2.1 — вышла 23 января 2017 года и включала в себя небольшие исправления.
- iOS 10.3 — вышла 27 марта 2017 года. Среди нововведений новая файловая система APFS, Siri может прочитать последние сообщения в Viber, WhatsApp и других мессенджерах, обновленный дизайн учётных записей в iCloud и другие изменения.
- iOS 10.3.1 — вышла 3 апреля 2017 года. Включает в себя исправления системы безопасности.
- iOS 10.3.2 — вышла 15 мая 2017 года. Включала в себя небольшие исправления.
- iOS 10.3.3 — вышла 19 июля 2017 года. Включает устранение ошибок и повышение стабильности работы системы.
- iOS 10.3.4 — вышла 22 июля 2019 года только для iPad 4 (Cellular) и iPhone 5. В обновлении исправлена ошибка, из-за которой службы GPS могли неточно определять геопозицию, а системные дата и время могли быть неверными.

## Критика
Отзывы об iOS 10 были довольно положительными.
В своём обзоре Дитер Бон из The Verge написал, что новые функции, представленные в iOS 10, являются «эволюцией некоторых идей дизайна и взаимодействия, над которыми Apple работала в течение нескольких лет». Он написал, что iMessage «становится самостоятельной платформой», и хотя ему понравилось, что расширения означают доступ к информации из приложений без необходимости открывать соответствующие приложения, он написал, что новый интерфейс iMessage сложен для понимания и что использование « сторонние приложения, стикеры, сумасшедшие эффекты конфетти и смайлики повсюду» — это «кошмар», хотя и заканчивается «Или, может быть, это страна чудес, а не кошмар. Ваш выбор». Что касается сторонней поддержки в Siri, он назвал её «отличной», отметив при этом ограниченный класс приложений («звонки, обмен сообщениями, платежи, фотографии, приложения для совместного использования, некоторые системы CarPlay и тренировки»), а также то, что иногда для завершения процесса требовалось нажатие кнопки. Помимо интеграции приложений, он раскритиковал Siri, написав: «Похоже, Siri не стала намного умнее, чем вы помните». Бону понравилась новая технология машинного обучения, представленная в приложении «Фотографии». Фото как шаг вперёд. Бону понравился новый дизайн приложений «Музыка» и «Карты», и он сказал, что оба редизайна были «к лучшему». Бону особенно понравился новый экран блокировки, где он подчеркнул, что всплывающие подсказки можно нажимать с помощью 3D Touch, чтобы получить доступ к дополнительной информации, и всё это без необходимости разблокировать телефон. Другие небольшие новые функции, которые ему понравились, включали «удаляемые» приложения, обновленные «виджеты» при 3D-прикосновении к значку на главном экране и уведомления о последних новостях в Apple News. В целом Бон назвал iOS 10 «всё ещё огороженным садом, но с большим количеством дверей».
Девиндра Хардавар из Engadget написал, что iOS 10 — это Apple, «по сути полирующая жемчужину». Хардавар отметил, что основные изменения в выпуске касаются функций, а не визуального интерфейса. Он написал, что экран блокировки теперь «гораздо более настраиваемый, чем раньше». Он похвалил новые функции, добавленные в 3D Touch, написав, что они «наконец-то кажутся полезными», а ему нравится, что «3D Touch работает почти во всех частях ОС». Что касается iMessage, он написал, что в нём есть новые функции, которые «особенно полезны», в том числе «Невидимые чернила», которые скрывают текст в разговоре, когда другие могут смотреть, но раскритиковал пользовательский интерфейс, написав, что он «требует доработки». Функция «Воспоминания» в новом приложении «Фотографии» «обычно работала хорошо», но писали, что «они явно всё ещё находятся в стадии разработки». Хардавар похвалил новое приложение Apple Music, но добавил, что «на самом деле всё лучше, чем предыдущая версия». Ему также понравилась лирическая поддержка. Он написал, что сторонняя поддержка Siri «на самом деле начала приносить пользу», но столкнулась с проблемами точности. В заключение он написал, что, хотя iOS 10 действительно добавляет функции, которые ранее были в операционной системе Android от Google, мобильная индустрия «бесстыдно вдохновляется» конкурентами. В его резюме говорится, что «iOS 10 — это набор полезных изменений в уже солидной операционной системы».

## Поддерживаемые устройства
Ниже приведён список поддерживаемых устройств:
| iPhone - iPhone 5 - iPhone 5c - iPhone 5s - iPhone 6 - iPhone 6 Plus - iPhone 6s - iPhone 6s Plus - iPhone SE - iPhone 7 - iPhone 7 Plus | iPad - iPad 4 - iPad Air - iPad Air 2 - iPad 2017 - iPad mini 2 - iPad mini 3 - iPad mini 4 - iPad Pro | iPod touch - iPod touch 6 |